# Kulturmarkt Zürich
Der Kulturmarkt ist ein Kulturbetrieb im Zürcher Kreis 3: Ein Veranstaltungshaus mit Restaurant, das Stellensuchenden eine zeitlich befristete Arbeitsmöglichkeit bietet. 

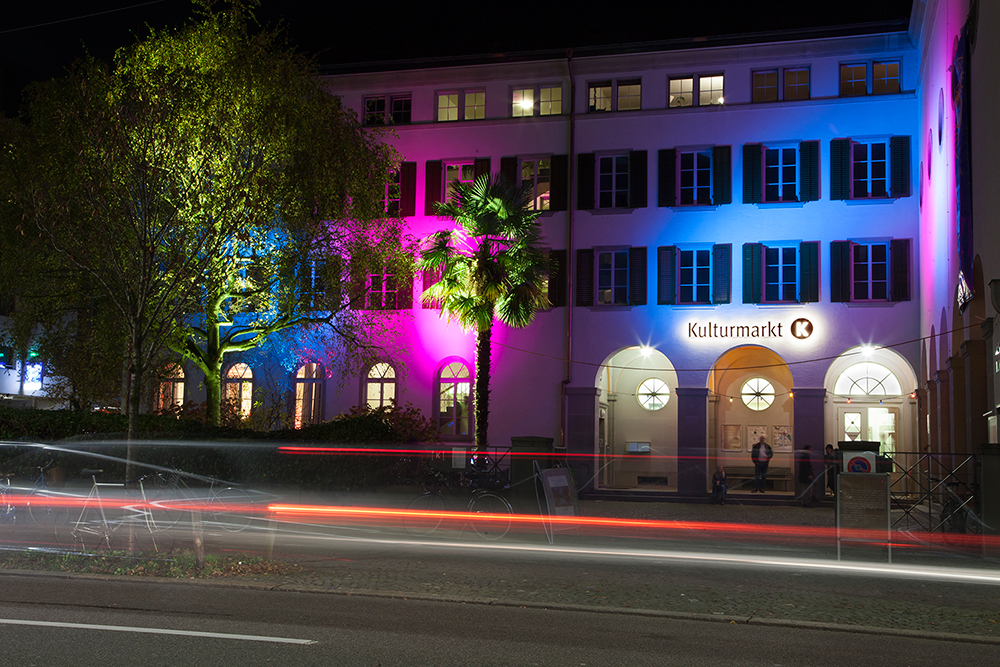

## Geschichte
Leute aus dem Umfeld des Cevi lancierten in den 90er-Jahren ein Pilotprojekt für kulturinteressierte, arbeitslose Jugendliche. Im Zuge der ansteigenden Arbeitslosigkeit in der Schweiz wurde das Projekt vom Amt für Wirtschaft und Arbeit des Kantons Zürich (AWA) übernommen und  in die Liste der Angebote für Stellensuchende aufgenommen. Seit 2008 ist das ehemals unter dem Namen RATS stehende Programm ein nationales Qualifizierungs- und Weiterbildungsprogramm für Arbeitslose und arbeitet im Auftrag vom Staatssekretariat für Wirtschaft (SECO). Seine Spezialität ist das schweizweit einmalige Angebot für arbeitslos gemeldete Kulturschaffende. Dieser Bereich wird betreut vom Schauspieler, Regisseur und Musiker Wolfgang Beuschel.
Der Kulturmarkt ist als politisch und konfessionell unabhängiger Verein organisiert. Geschäftsleiter ist seit 2014 Dieter Sinniger, ehemaliger Leiter des Aarauer Theaters Tuchlaube. 2016 bekam der Kulturmarkt den Anerkennungspreis der Theaterkommission der Stadt Zürich.

## Lage
Der Kulturmarkt befindet sich im Zürcher Kreis 3 an der Ecke Aemtlerstrasse / Kalkbreitstrasse. Er ist eingemietet in den ehemaligen Wohn- und Gemeinschaftsräumen des denkmalgeschützten Zwinglihauses.

## Zweck
Der Kulturmarkt ist gleichzeitig ein Kulturhaus, ein Restaurant und ein nationales Qualifizierungsprogramm für Stellensuchende. Letzteres ist ein Auftrag des Staatssekretariats für Wirtschaft SECO und schweizweit einmalig mit seinem Angebot für arbeitslos gemeldete Kulturschaffende. Die Stellensuchenden arbeiten für eine befristete Zeit im Kulturmarkt, besuchen Weiterbildungen und können vom Bewerbungscoaching profitieren. Ziel ist die möglichst schnelle Re-Integration in den ersten Arbeitsmarkt.
Im Kulturmarkt werden Veranstaltungen aus verschiedenen Kultursparten (Musik, Tanz, Theater) realisiert. Der inhaltliche Fokus liegt dabei auf der Auseinandersetzung mit gesellschaftlich relevanten Fragen. Ausserdem können Räume für öffentliche oder private Anlässe gemietet werden. Der Kulturmarkt setzt regelmässig auch eigene kulturelle Projekte um (vgl. Eigenproduktionen). 
Betrieben wird der Kulturmarkt von 15 Festangestellten und bis zu 45 Stellensuchenden. 

## Eigenproduktionen mit stellensuchenden Theaterleuten
- 2004: Top Dogs (von Urs Widmer), Regie: Wolfgang Beuschel, Javier Hagen (Voicetraining)
- 2005: Dirty Dishes (von Nick Whitby), Regie: Wolfgang Beuschel
- 2007: Macbeth (von William Shakespeare), Regie: Wolfgang Beuschel
- 2011: Die Standortbestimmung (von Andreas C. Müller), Regie: Wolfgang Beuschel
- 2011: Lola Blau (von Georg Kreisler), Regie: Andy Tobler, Ulla Schlegelberger, Tiziana Rosa (Piano)
- 2011: Der Kontrabass (von Patrick Süskind) mit Robin Sauser, Regie: Wolfgang Beuschel
- 2012: Acht Frauen (von Robert Thomas), Regie: Wolfgang Beuschel, Sara Barosco, Philip Bartels (musikalische Leitung)
- 2013: Brutto & Netto, Regie: Wolfgang Beuschel, Philip Bartels (musikalische Leitung)
- 2014: Aus dem wirklichen Leben (mit Texten von Ernst Jandl) Regie: Philip Bartels, Wolfgang Beuschel und Simone Keller